# Nikolai Iwanowitsch Merzalow

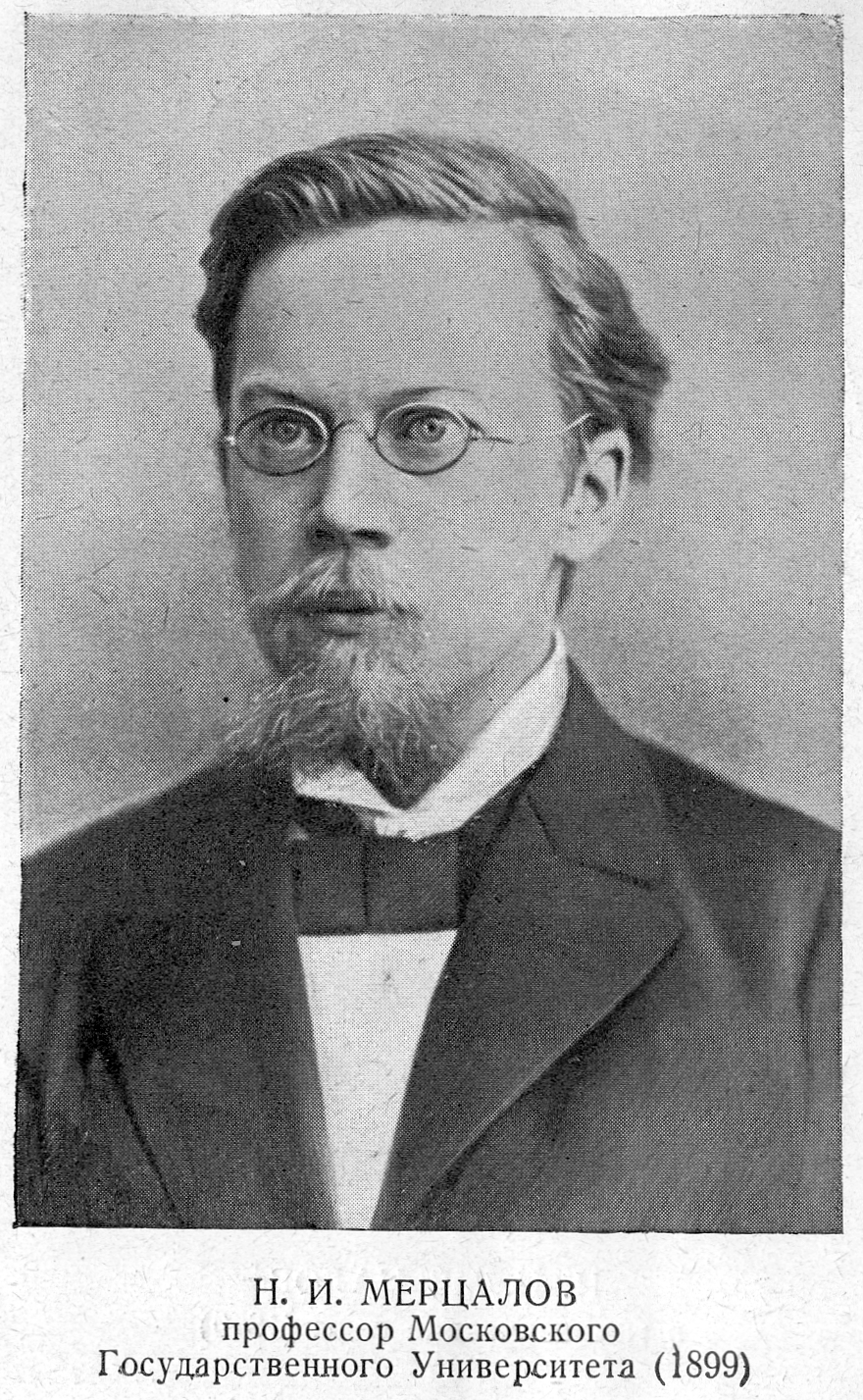
Nikolai Iwanowitsch Merzalow 1899

Nikolai Iwanowitsch Merzalow, russisch Николай Иванович Мерцалов, englische Transkription Mercalov, (* 3. März 1866 in Tula; † 13. November 1948 in Moskau) war ein russischer Professor für Mechanik und Thermodynamik an der Staatlichen Technischen Universität Moskau (MSTU).
Merzalow war der Sohn eines Adligen in Tula. Er besuchte das Gymnasium in Tula und wäre beinahe relegiert worden, da er mit anderen Schülern revolutionäre Schriften an die Arbeiter einer Waffenfabrik verteilte. Er studierte ab 1884 an der Lomonossow-Universität in Moskau mit dem Abschluss 1888. Danach war er zur Weiterbildung in Maschinenfabriken in Deutschland und besuchte auch die Technische Hochschule Dresden. 1892 kehrte er nach Russland zurück und studierte an der Moskauer Technischen Hochschule mit dem Abschluss als Maschinenbauingenieur 1895. Danach lehrte er dort, ab 1899 als außerordentlicher und 1913 bis 1930 als ordentlicher Professor. Ab 1898 lehrte er auch als Privatdozent an der Lomonossow-Universität und ab 1917 an der Landwirtschaftlichen Hochschule, seit 1920 als Professor. Die Abteilung Ingenieurwesen der Landwirtschaftlichen Hochschule wurde 1930 zum Moskauer Institut für Mechanisierung und Elektrifizierung der Landwirtschaft und Merzalow leitete dort die Abteilung theoretische und angewandte Mechanik. 1941 bis 1943 war sein Institut nach Tscheljabinsk evakuiert.
Er fand eine neue exakte Lösung eines Spezialfalls der Kreiseltheorie, veröffentlicht 1946. Außerdem befasste er sich mit Kinematik und Theorie der Gelenkmechanismen, worüber er ein Buch veröffentlichte. Merzalow untersuchte auch das Schwungrad. Insbesondere begründete er in Russland eine Theorie räumlicher Mechanismen und räumlicher Zahnräder. Außerdem befasste er sich mit Theorie der Schmierung.
1944 wurde er verdienter Wissenschaftler der russischen Sowjetrepublik. Außerdem erhielt er den Leninorden.

## Schriften
- Ausgewählte Werke (Russisch), 2 Bände, Moskau, 1950, 1952
- Theorie der räumlichen Mechanismen (Russisch), Moskau 1951